# Legacy de Boston
Le Legacy de Boston (en anglais : « Boston Legacy FC »), est une franchise féminine de soccer basée à Boston. Elle doit faire ses débuts en NWSL lors de la saison 2026.

## Histoire
La ville de Boston a une longue histoire de soccer féminin. La franchise historique, les Boston Breakers, a participé aux différentes ligues qui ont développé le soccer féminin américain : la WUSA, la WPS et enfin la NWSL, avant de cesser ses activités en 2017 pour des raisons financières.
En septembre 2023, le NWSL attribue les droits pour une nouvelle franchise à un groupe d'investisseurs de Boston pour une somme estimée à 53 millions de dollars. L'équipe devient la quinzième franchise de la ligue et doit commencer en NWSL en 2026. La franchise prévoit de jouer ses matches à domicile au White Stadium après y avoir effectué des travaux pour un budget d'une centaine de millions de dollars,.
En octobre 2024, la franchise dévoile son nom : "BOS Nation FC". Faisant face à de nombreuses critiques des fans, la franchise change finalement de nom en mars 2025 et devient le "Boston Legacy FC", ne reprenant donc pas l'identité des Breakers,.
Le club recrute la coach du Benfica, Filipa Patão, en juin 2025, puis sa première joueuse, la Californienne Annie Karich, en juillet. La Malienne Aïssata Traoré rejoint aussi Boston.